# 님 (드라마)
《님》은 1975년 8월 3일부터 1975년 12월 13일까지 방영한 TBC 일일연속극이다.

## 등장 인물
- 노주현
- 유지인
- 지윤성
- 이낙훈
- 조영일
- 선우용녀
- 정해창
- 여운계
- 윤소정
- 안옥희
- 임동진
- 최호연
- 박상만
- 곽정희
- 천동석
- 이현정
- 이은주